# Sing with the Stars
Sing with the Stars é um curta-metragem estadunidense de 1945, produzido pelo Army Pictorial Service para as forças armadas dos Estados Unidos durante a Segunda Guerra Mundial. O filme é estrelado por Carmen Miranda e Richard Lane.
Anos depois, foi relançado como parte da The Carmen Miranda Collection, pela 20th Century Fox.

## Elenco
- Carmen Miranda como ela mesma
- Richard Lane como ele mesmo

## Números musicais
- "Tico Tico no Fubá"
- "I, Yi, Yi, Yi, Yi (I Like You Very Much)"
- "Mamãe Eu Quero"
- "K-K-Katie"